# Туголуковский район
Туголуковский район — административно-территориальная единица в составе Воронежской и Тамбовской областей, существовавшая в 1938—1956 годах. Центр — село Туголуково.
Туголуковский район был образован в составе Воронежской области в ноябре 1938 года. В его состав вошли Александровский, Вязовский, Искровский, Павлодаровский, Петровский, Рыбкинский, Туголуковский и Чикаревский сельсоветы Жердевского района.
4 февраля 1939 года Туголуковский район был передан в Тамбовскую область.
4 июля 1956 года Туголуковский район был упразднён, а его территория передана в Жердевский район.